# إليزابيث باس
إليزابيث باس هي رائدة أعمال هولندية، ولدت في 1571، وتوفيت في 2 أغسطس 1649.